# Redings Mill
Redings Mill és una població dels Estats Units a l'estat de Missouri. Segons el cens del 2000 tenia 159 habitants.

## Demografia
Segons el cens del 2000, Redings Mill tenia 159 habitants, 69 habitatges, i 44 famílies. La densitat de població era de 292,3 habitants per km².
Dels 69 habitatges en un 31,9% hi vivien nens de menys de 18 anys, en un 52,2% hi vivien parelles casades, en un 13% dones solteres, i en un 34,8% no eren unitats familiars. En el 29% dels habitatges hi vivien persones soles el 8,7% de les quals corresponia a persones de 65 anys o més que vivien soles. El nombre mitjà de persones vivint en cada habitatge era de 2,3 i el nombre mitjà de persones que vivien en cada família era de 2,91.
Per edats la població es repartia de la següent manera: un 23,3% tenia menys de 18 anys, un 6,9% entre 18 i 24, un 27% entre 25 i 44, un 32,1% de 45 a 60 i un 10,7% 65 anys o més.
L'edat mediana era de 41 anys. Per cada 100 dones de 18 o més anys hi havia 82,1 homes.
La renda mediana per habitatge era de 35.938 $ i la renda mediana per família de 45.313 $. Els homes tenien una renda mediana de 30.417 $ mentre que les dones 27.500 $. La renda per capita de la població era de 18.629 $. Cap de les famílies i el 4,6% de la població estaven per davall del llindar de pobresa.

## Poblacions més properes
El següent diagrama mostra les poblacions més properes.